# John DeLuca
Pour les articles homonymes, voir De Luca.
John DeLuca, né à Longmeadow le 25 avril 1986 , est un acteur américain qui est connu pour son rôle de Butchy dans le Disney Channel Original Movie Teen Beach Movie. Il a également invité avec Maia Mitchell sur un épisode de la dernière émission de Disney Channel, Jessie[pas clair], avec une apparition dans Les Sorciers de Waverly Place. John DeLuca apparaît plus récemment dans Twisted, jouant le rôle de Cole Farell, l'ami du personnage principal de l'équipe de football. Il est diplômé en 2008 de l'université de Fordham à New York.

## Filmographie

### Cinéma
- 2012 : We Made This Movie : Jeff
- 2012 : Hemingway : Colin Hemingway
- 2013 : It Remains : Party Goer
- 2015 : Staten Island Summer : Anthony
- 2015 : Chalk It Up : Chet
- 2015 : Teen Beach 2 : Butchy
- 2016 : All Hallows'eve : Wade
- 2020 : Spree : Mario Papazian

### Télévision

#### Séries télévisées
- 2011 : Lights Out (saison 1, épisodes 1 & 8) : Brent
- 2011 : Les Sorciers de Waverly Place (saison 4, épisode 25) : Tommy
- 2012 : La Vie secrète d'une ado ordinaire (saison 4, épisode 18) : Guy
- 2012 : Sketchy (saison 2, épisode 8) : Bernie
- 2013 : Jessie (saison 2, épisode 10) : Timmy Finkleberg "McD"
- 2013-2014 : Twisted (saison 1, épisodes 4, 7, 10, 11 & 14) : Cole Farrell
- 2014 : L'Apprentie Maman (saison 2, épisode 6) : Zack
- 2016 : East Los High (saison 4, épisodes 6, 7, 9, 10 & 11) : Jeremy
- 2016 : Free Period (mini-série) : Brett
- 2016 : Hôpital central (11 épisodes) : Aaron Roland
- 2016 : Murder (saison 3, épisode 3) : Matt
- 2017 : Comrade Detective (saison 1, épisode 4) : Nikita jeune (voix)
- 2017 : Relationship Status (saison 3, épisodes 1 & 5) : Bobby
- 2019 : Welcome To Daisyland (saison 1, épisode 2) : Billy
- 2019 : American Horror Story : 1984 (saison 9, épisode 4) : Rod
- 2020 : Les Quatre Mousquetaires : Porthos

#### Téléfilms
- 2012 : Zombies and Cheerleaders de Todd Strauss-Schulson : Bucky Buchanan
- 2013 : Teen Beach Movie : Butchy
- 2019 : L'amour sonne à Noël (A Merry Christmas Match) de Jake Helgren : Davey Wallace
- 2020 : L'étrangère dans ma maison (The Wrong Address) de Jake Helgren : Josh Grant